# Língua fur
A língua  fur (também chamada bèle fòòr ou fòòraŋ bèle, em árabe فوراوي fûrâwî; ou ainda konjara, tal como é chamada por alguns linguistas) é o idioma do povo “fur” de Darfur, no oeste do Sudão. Classifica-se no ramo das línguas fur da família nilo-saariana, tendo cerca de 3 milhões de falantes.

## Fonologia

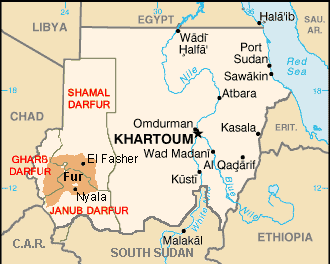
Distribuição geográfica da língua fur

O alfabeto latino é utilizado, quase sempre com a pronúncia padrão do IPA, exceto j = [ɟ], ñ = [ɲ] e y = [j]. z ocorre somente como um alófono de y.  O /h/ é muito raro. Consoantes vindas do árabe são usadas para palavras de origem externas.

### Consoantes
- Bilabiais: f b m w
- Dentais alveolares: t d s n l r
- Palatais: j ñ y
- Velares: k g (h) ŋ

C, P, Q, X e V não existem no alfabeto fur;
/f/ varia numa faixa entre [p] e [f];

### Vogais
São as mesmas latinas a e i o u, havendo dúvida se as variantes fonéticas como ɛ, ɔ, ɪ, ʊ são vogais separadas ou não.
Há indicações sublinhadas de tons: L (baixo) e H (alto); Há os L, H médios, HL e LH.
Ocorrem muitas “metáteses” que são regulares e gramaticalmente comuns, quando um prefixo consonantal de pronome se fixa antes a um verbo que começa por consoante.  Essa consoante do verbo ora desaparece, ora troca de  posição com uma vogal. Exemplos: lem- "lamber" > -elm-; ba- "beber" > -ab-; tuum- "construir" > -utum-.  Há também muitas assimilações.

## Morfologia

### Plurais
Nos substantivos e ocionalmente nos adjetivos os plurais são formados com o sufixo -a (-ŋa depois de vogal): àldi "história" > àldiŋa "histórias", tòŋ "tipo de antílope"> tòŋà "antílopes"; bàin "velho" > bàinà "velhos".  Esse sufixo também forma a 3a pessoa do plural (inanimados) do verbo lìiŋ "ele banha" > lìiŋa "eles (inanimados) banham", kaliŋa "eles (animados) banham".
Adjetivos com vogais finais podem ter plural com -là ou com -ŋa: lulla "frio" > lullalà ou lullaŋà "frios".  Um sufixo similar metatizado e assimilado fica -òl/-ùl/-àl é usado como plural de verbos em alguns tempos.
Uns poucos substantivos de forma CVV tomam no plural o sufixo z'-ta; ròò "rio" > ròota "rios"; rèi "campo" > rèito "campos".
Há dois substantivos que tomam o sufixo -i: koor "lança" > koori "lanças", dote "rato" > kuuti "ratos".
Substantivos com prefixo singular d- (> n- antes de nasal) mudam no plural para prefixo k-; São assim cerca de 20% dos substantivos Fur.  Nos casos de partes do corpo entre outros, o  k- vem junto com um L. Exemplos: dilo "ouvido" > kilo "ouvidos"; nuŋi "olho" > kuŋi "olhos"; dagi "dente" > kàgi "dentes"; dòrmi "nariz" > kòrmì "narizes".
- Em alguns casos o singular tem o sufixo -ŋ, não presente no plural: daulaŋ "sapato" > kaula "sapatos", dìroŋ "evo" > kìrò "ovos".
- Há alguns outros sufixos plurais, além dis já listados: nunùm "granário" > kunùmà "granáriosz, nuum "serpente" > kuumi "serpentes", dìwwo "novo" > kìwwolà "novos"
- Em outros casos se usa o sufixo-(n)ta: dèwèr "porco espinho" > kèwèrtà "porcos espinho"; dàwì "cauda" > kàwìntò "caudas".
- Um único substantivo (uu), o interrogativo “qual”, e também os demonstrativos têm o plural com o prefixo k-L: uu "vaca" > kùù; ei "qual" > kèì "quais".
- Há também plurais sem singular, tais como os líquidos e outros, começando por k-L-a; kèwà "sangue", kòrò "água", kònà "nome, canção".

### Substantivos
São dois os casos gramaticais para substantives:
- Locativo – marcado pelo sufixo -le ou mudando o “tom” da sílaba final: tòŋ "casa" > toŋ "na casa"; loo "local, lugar", kàrrà "longe" > loo kàrrà-le "num local distante".
- Genitivo – marcado pelo sufixo -iŋ (sem o i depois de uma vogal)  No caso possessivo, quem possui vem antes do que é possuído: nuum "serpente" > nuumiŋ tàbù "cabeça da serpente"; jùtà "floresta" > kàrabà jùtăŋ "animais da floresta".

### Pronomes
Sujeito independente:
| Eu               | ka | Nós        | ki    |
| Você             | ji | Vocês      | bi    |
| Ela, ela, neutro | ie | Eles, elas | ìè-èŋ |

Os pronomes objetos também não têm tom baixo e de ter um -ŋò adicionado às formas plurais:
Pronomes sujeitos prefixados.
| Eu               | - (indica metátese)          | Nós                             | k-                                   |
| Você             | j-                           | Vocês                           | b-                                   |
| Ele, ela, neutro | - (sobe o tom da vogal; *i-) | Eles (animado) Eles (inanimado) | k- (+pl. sufixo) (*i-) (+pl. sufixo) |

Assim, por exemplo, no verbo bu- "cansar":
| Eu cansei       | ùmô  | Nós cansamos        | kùmô  |
| Você cansou     | jùmô | Vocês cansaram      | bùmô  |
| Ele, ela cansou | buô  | Eles, elas cansaram | kùmul |

gi, ditto com um “pronome objeto participante” representa os objetos de primeira ou segunda pessoa, dependendo do contexto.
Possessivos (singular; pegam K para substantives plurais):
| meu(s), minha(s) | duiŋ | nosso(s), nossa(s) | daìŋ |
| teu(s), tua(s)   | diiŋ | de vocês           | dièŋ |
| dela, dela       | deeŋ | deles, delas       | dièŋ |

### Verbos
O sistema verbal Fur é bem complicado, com uma grande variedade de formas de conjugação, havendo três tempos marcados (presente, passado, futuro), também se marca o subjuntivo. Há  marcação de asaspecto apenas no passado.
Há sufixos derivacionais como -iŋ (intransitivo / reflexivo). Exemplo: lii "ele lava" > liiŋ "ele se lava;
Ocorrem geminações da consoante medial mais -à/ò como no intensivo jabi "cair" > jappiò/jabbiò "jogar para baixo".)
A negação é feita pelos marcadores a-...-bà antes e depois do verbo: a-bai-bà "ele não bebe".

### Adjetivos
A maior parte doa adjetivos têm duas sílabas e uma consoante geminada medial: àppa "grande", fùkka "vermelho", lecka "doce".  Alguns têm três sílabas: dàkkure "sólido".
Advérbios se derivam de adjetivos pela adição do sufixo -ndì ou -n com menor na vogal: kùlle "rápido" > kùllendì ou kùllèn "rapidamente".
Substantives abstratos também se derivam de adjetivos pela adição do sufixo -iŋ e pela redução de todos os tons:dìrro "pesado" > dìrrìŋ "peso (figurado)".